# チャドルと生きる
『チャドルと生きる』（ペルシア語: دایره Dayereh、イタリア語: Il cerchio、英語: The Circle）は、2000年制作のイラン映画。テヘランを舞台に、過酷な社会の中で懸命に生きる女性達を描いた作品で、第57回ヴェネツィア国際映画祭にて金獅子賞を受賞した。

## キャスト
- フレシテ・ザドル・オルファイ
- マルヤム・パルウィン・アルマニ
- ナルゲス・マミザデー